# Levenhall Links

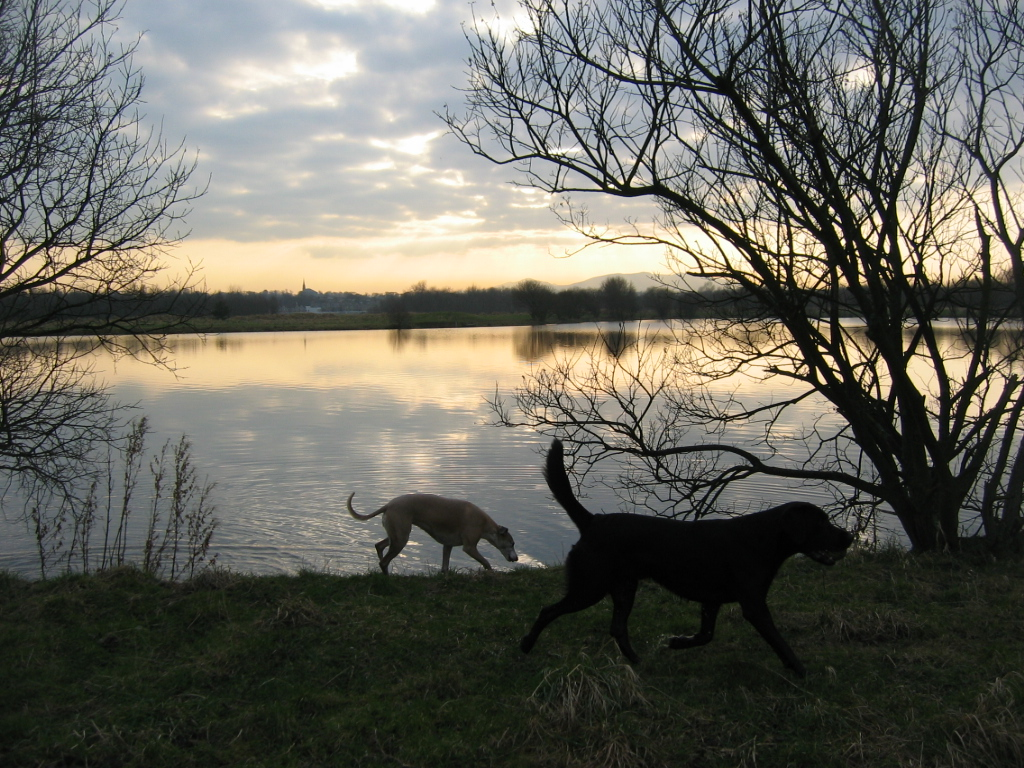
Levenhall boating lake.

Levenhall Links è un'area costiera di interesse naturalistico, indicata anche come recreational area, ricavata da un'area industriale e situata a Mussselburgh, East Lothian, Scozia (Regno Unito).
L'area interessa 134 ettari di territorio strappato alla costa meridionale del Firth of Forth dove, grazie un muro che lo divide dal mare, venne utilizzato per lo smaltimento della cenere, scarto del processo di combustione, della vicina centrale termoelettrica di Cockenzie e creando una serie di lagune di cenere.
Il sito è stato parzialmente riqualificato e trasformato, creando una superficie di interesse paesaggistico caratterizzata da aree umide offrendo rifugio a una quantità di uccelli marini, diventando un apprezzato sito per il birdwatching e un terreno per la pratica del golf. Il Royal Musselburgh Golf Club venne fondato a Levenhall Links prima di trasferirsi a Prestongrange House.